# Бредихин, Николай Алексеевич
Николай Алексеевич Бредихин (1917—1966) — старшина Рабоче-крестьянской Красной Армии, участник Великой Отечественной войны, Герой Советского Союза (1945).

## Биография
Николай Бредихин родился 22 сентября (5 октября) 1917 года в слободе Сныткино (ныне — в черте города Щигры Курской области) в крестьянской семье. С 1930 года вместе с семьёй проживал в Щиграх. Окончил семь классов железнодорожной школы, затем шофёрские курсы при ремесленном училище на механическом заводе, работал водителем в земледельческом техникуме. В 1943 году был призван на службу в Рабоче-крестьянскую Красную Армию. Прошёл подготовку как механик-водитель танка, после чего был направлен на фронт Великой Отечественной войны. К январю 1945 года гвардии старшина Николай Бредихин был механиком-водителем танка 62-й гвардейской танковой бригады 10-го гвардейского добровольческого танкового корпуса 4-й танковой армии 1-го Украинского фронта. Отличился во время освобождения Польши.
13 января 1945 года во время форсирования реки Чарна Нида Бредихин первым в своём подразделении вброд пересёк реку. Умело маневрируя, используя рельеф и естественные укрытия, Бредихин обеспечил экипажу танка успешное выполнение боевой задачи. В бою танкистами были уничтожены 5 танков «Тигр» и «Пантера», 1 САУ «Фердинанд», 2 БТР, 21 автомашину и более 70 вражеских солдат и офицеров. Своими действиями танкисты обеспечили успех переправы всей бригады. 24 января 1945 года во время боя за переправу через Одер Бредихин одним из первых вывел свой танк к реке в районе города Штейнау (ныне — Сьцинава, Польша). Прорвавшись через мост на западный берег, Бредихин спас мост от подрыва, что позволило продвинуть основные силы танкового батальона. В бою был ранен, но поля боя не покинул.
Указом Президиума Верховного Совета СССР от 10 апреля 1945 года за «образцовое выполнение заданий командования и проявленные мужество и геройство в боях с немецкими захватчиками» гвардии старшина Николай Бредихин был удостоен высокого звания Героя Советского Союза с вручением ордена Ленина и медали «Золотая Звезда» за номером 7381.
В 1945 году вступил в ВКП(б). После окончания войны Бредихин был демобилизован, после чего вернулся на родину. Работал в ГАИ Курской области на должности старшего инспектора дорожного надзора. 7 июля 1966 года Бредихин умер от последствий фронтовых ранений. Похоронен в Курске на Никитском кладбище.
Был также награждён орденами Красного Знамени и Отечественной войны 1-й степени, а также рядом медалей.